# Yaqui (rzeka)
Yaqui – rzeka w północno-zachodnim Meksyku (Sonora).
Swoje źródła ma w Sierra Marde. Długość rzeki wynosi 680 km. Wpływa do Zatoki Kalifornijskiej.